# Dermacentor nuttalli
Dermacentor nuttalli (лат.) — типичная степная форма, населяют открытые сухие ландшафты южных районов Восточной Сибири, Забайкалья, Монголии и горные степи Алтая. В естественных биоценозах Прибайкалья для вида характерно наличие двух пиков активности, первый, высокий, в апреле и второй, менее выраженный, во второй половине августа и сентябре. В регионе D. nuttalli является одним из основных переносчиков возбудителя клещевого сыпного тифа, который сохраняется в клеще на протяжении всего жизненного цикла и может передаваться следующему поколению. Также этот вид играет роль в поддержании циркуляции возбудителя туляремии. К особенностям жизненного цикла клещей рода Dermacentor относится прохождение всех фаз в течение одного года и способность голодных имаго выдерживать две-три зимовки.